# Cais do Sodre te Salamansa
Cais-do-Sodré té Salamansa é o primeiro livro de contos publicado pela escritora cabo-verdiana Orlanda Amarílis, em 1974. Este livro contém sete contos, os quais desenvolvem a vida quotidiana dos cabo-verdianos emigrados e demonstram uma imagem e experiência mais real e menos romantizada da diáspora cabo-verdiana, principalmente em Portugal.
Nestes contos surgem referências aos temas principais da consciência nacional cabo-verdiana e às consequências que resultam da emigração dos cabo-verdianos para países estrangeiros, destacando-se, por exemplo, as questões de identidade, adaptação, solidão, racismo e sexismo."Em Cais-do-Sodré té Salamansa, Amarílis apresenta uma visão nostálgica da terra natal e simultaneamente uma tomada de consciência cabo-verdiana."
O primeiro conto, intitulado "Cais-do-Sodré", é uma narrativa cuja personagem principal, uma cabo-verdiana de nome Andresa, se encontra no Cais do Sodré, uma praça principal situada em Lisboa (Portugal), uma cidade estrangeira para ela. Esta praça é um ponto de partida de comboios e barcos que funcionam como meios de transporte público. Os trabalhadores dos arredores da cidade de Lisboa utilizam estes meios de transporte como ligação de partida e chegada a Lisboa. Ao contrário, o último conto é intitulado Salamansa, uma praia localizada na ilha de São Vicente em Cabo Verde.
O título completo desta coleção de contos,Cais-do-Sodré té Salamansa, é simbólico porque mostra a trajetória do emigrante cabo-verdiano que percorre a distância entre o mundo estrangeiro de Lisboa (Cais do Sodré) e o retorno nostálgico à terra natal (Salamansa). Também demonstra o conflito interno do cabo-verdiano de ‘querer-partir-e-ter-de-ficar’ ou o ‘querer-ficar-e-ter-de partir." Segundo Fernando Mendonça, ao longo dos sete contos do livro, Orlanda Amarílis estabelece um círculo, um tipo de conexão ou fio "onde se movimentam as personagens do arquipélago, personagens extraordinariamente bem representadas (ou evocadas?), tal como os lugares que servem como cenário e que emergem da realidade." Devido aos problemas geográficos (mares hostis) e econômicos (as secas, a fome, a pobreza), muitos habitantes de Cabo Verde desejavam ou precisavam, por necessidade, emigrar para países estrangeiros. Surge então "a importância da emigração como tema literário" para demonstrar a realidade cabo-verdiana.

## Enredo de cada um dos sete contos
1. Cais-do-Sodré – Andresa está na estação de comboio no Cais-do-Sodré e começa uma conversa com a Tanha. Ambas são emigrantes cabo-verdianas que moram em Portugal, e estão esperando o próximo comboio, mas os seus destinos finais são diferentes. A Tanha começa a contar histórias sobre a sua vida e desabafa sobre o seu pai que estava doente e sonhava sempre em ir até Lisboa. Andresa e Tanha se dão conta que são da mesma terra em Cabo Verde e Andresa se lembra da Tanha e da irmã da Tanha, Zinha. Andresa relembra pessoas e histórias de Cabo Verde como se fosse um lugar tão próximo, mas a verdade é que ela está morando em Portugal há quinze anos. O comboio chega e Andresa decide acompanhar a Tanha até Caxias (Portugal) no comboio.
2. Nina – Um homem cabo-verdiano está num comboio e reconhece uma mulher portuguesa (branca) chamada Nina. Eles se conhecem há anos quando ele morava com a tia da Nina enquanto estudava agronomia em Portugal. Eram amigos e houve um namorico entre eles. Ele tenta começar uma conversa com ela, mas ela não mostra muito interesse. Ela o ignora e agora não permite que este homem crioulo entre no seu mundo europeu.
3. Rolando de nha Concha – Este conto é um conto fantástico sobre Rolando, um rapaz que foi morto atropelado por uma camioneta e seu corpo está na rua. Todas as pessoas da vizinhança saem à rua para vê-lo e falar sobre o assunto. Por toda parte deste conto, Amarílis nos conta sobre a vida quotidiana do cabo-verdiano através da comida típica e dos diálogos entre as pessoas. Chegam alguns momentos em que os vizinhos esquecem do Rolando porque estão muito preocupados com as suas interações com uns e outros. Algumas das pessoas levantam o corpo do morto para trazê-lo ao Doutor Monteiro no hospital. Ao chegar no hospital, o médico examina o corpo do Rolando, e Rolando lhe conta que ele está bem e pode voltar para a casa. O médico não lhe responde e Rolando fica confuso. Rolando tenta falar várias vezes durante o conto, e ele não compreende porque ninguém o ouve. Ele não entende que está morto, e continua observando as conversas das pessoas ao seu redor.
4.  Desencanto  – Este conto relata a história de uma emigrante cabo-verdiana que está num elétrico em Portugal, indo para o trabalho. Amarílis descreve a vida quotidiana desta mulher e demonstra que a vida lisboeta moderna é muito impessoal, monótona, e apressada, o que é muito diferente da vida sossegada da sua ilha em Cabo Verde. A personagem não gosta da sua vida solitária em Lisboa, mas ela sabe que não pode voltar para Cabo Verde. Por mais que ela se tente adaptar à cultura portuguesa, sabe que nunca vai ser aceita pela sociedade branca européia. Além disso, ela também já não pertence à cultura cabo-verdiana. É um ‘desencanto’ para os emigrantes cabo-verdianos porque se sentem isolados em Portugal.
5.  Esmola de Merca – Este conto relata a história da Titina, uma adolescente cabo-verdiana atrevida e independente. Ela mora em Cabo Verde, e um dia, chegam na ilha as esmolas que os cabo-verdianos emigrados (patrícios) na América mandam para as suas famílias em Cabo Verde. Dinha, a tia da Titina, quer que ela ajude a Julinha a distribuir as esmolas de roupa e farinha, mas a Titina não se importa com as esmolas. A Dinha pede que a Titina arranje roupa para algumas mulheres, e Titina lhe diz que não é uma criada. Titina acaba por ir na Administração, onde tem a distribuição da esmola e ajuda a Julinha. Enquanto a multidão de gente espera nas filas, empurram-se uns aos outros para conseguir as esmolas, principalmente as de comida. Os temas principais deste conto são a pobreza e a fome. Alguns esperam na fila de esmola, sem realmente precisar de receber ajuda, e outros empurram-se uns aos outros e até cairem no chão. A certo momento, um senhora idosa chamada Mam Zabêi desmaia, provavelmente por causa da fome, e bate com a cabeça no cimento. Quando a Mam Zabêi se recupera, ela está mais preocupada com a esmola do que com a sua saúde. Titina volta para casa, e está muito feliz porque não tem que lidar com a desordem e caos das esmolas.
6. Pôr-de-sol  – Este conto relata a história de dois homens recém-saídos da prisão em Cabo Verde. É o único conto neste livro que é sobre homens e que não fala da emigração cabo-verdiana. Damata é um homem casado com a Bia, e eles conversam sobre a novidade: dois homens acabaram de sair da prisão, o Candinho e o Muntel. Damata sai da casa para abraçar o Candinho, mas encontra o Nhô Lelona na rua. Ele dá uma carona de carro ao Damata. Os dois homens conversam sobre o assunto dos prisioneiros e o conto relata que o crime deles era roubar e esconder comida, comida que seria distribuída para o povo cabo-verdiano. Damata e Lelona chegam no apartamento de Candinho, e Damata pergunta a Candinho porque ele roubou a comida. Candinho nega ter roubado a comida e fica bravo. Depois de algum tempo, Damata sai do apartamento abandonando a festa sem ninguém perceber. Logo depois, a festa termina.
7. Salamansa – Este conto relata a memória dos tempos passados de Baltasar, um cabo-verdiano que agora mora em Portugal. Ele está em Cabo Verde depois de vinte anos fora da sua ilha, e ele entra numa casa familiar em Cabo Verde. Baltasar tem saudades do passado e se lembra dum tempo antes de partir para Portugal quando tinha relações com uma prostituta cabo-verdiana chamada Linda. Sempre havia muitas prostitutas e homens ao redor da Linda, e muitas vezes o grupo fazia jantares e festas na praia de Salamansa. Baltasar manteve relações íntimas com a Linda durante anos, e se apaixonou por ela. Ele fica com ciúmes dos outros amantes, e um dia, lhe dá uma bofetada. Eles se brigam e nunca mais se veem. Vinte anos passam, e Baltasar está de novo na ilha, dentro duma casa familiar, e pede a Antoninha, sobrinha da Linda, noticias sobre a ex-amante. Antoninha lhe conta que a Linda vive em São Tomé. Baltasar continua pensando no passado e na Linda. O conto termina com a Antoninha cantando uma canção crioula sobre a praia de Salamansa.